# Station Trzebież Szczeciński
Station Trzebież Szczeciński was een spoorwegstation in de Poolse plaats Trzebież.

## Spoorlijn
Het station ligt aan de spoorlijn 406 met het station Niekłończyca Uniemyśl als volgende halte.
Szczecin Główny · Szczecin Pomorzany · Szczecin Turzyn · Szczecin Pogodno · Szczecin Łękno · Szczecin Niebuszewo · Szczecin Drzetowo · Szczecin Żelechowo · Szczecin Golęcino · Szczecin Gocław · Szczecin Glinki · Szczecin Skolwin · Szczecin Mścięcino · Police · Police Zakład · Jasienica · Dębostrów · Niekłończyca Uniemyśl · Trzebież Szczeciński